# Replay (canção)
Replay (em coreano: 누난 너무 예뻐 (Replay); em japonês: Replay -君は僕のeverything-) é o single de estreia, tanto na Coreia do Sul quanto no Japão da boy band sul-coreana SHINee. A versão coreana de "Noona Neomu Yeppeo (Replay)", foi lançada como single em 22 de maio de 2008, foi incluído como faixa principal do primeiro EP do Shinee, Replay, lançado em 23 de maio de 2008.

## Versão japonesa

### Antecedentes e lançamento
A faixa-título é uma versão japonesa de seu single de estréia coreano "Noona Neomu Yeppeo (Replay)", incluído em seu primeiro mini-álbum coreano de mesmo nome. O B-Side é a versão japonesa de seu single coreano "Hello", que faz parte de seu segundo álbum repackage.
O single foi lançado em duas versões, CD + DVD. A versão limitada foi embalado em um digipack e inclui duas faixas bônus, um photobook com 68 páginas e um trading card aleatório. A versão regular contém um photobook diferente com 44 páginas e um cartão postal.
Vendeu 50.270 cópias em sua data de lançamento, estreando na posição #2 da Oricon Daily Singles Chart. Na primeira semana de vendas, vendeu mais de 91.419 cópias dando-lhes o segundo lugar na Oricon Chart Weekly. É também o maior número de vendas de um grupo coreano em sua primeira semana de vendas.
Foi certificado com ouro pela RIAJ para ter vendido 100 mil cópias físicas em junho de 2011, o primeiro de um single de estréia para uma boy band coreana e também ganhou o prêmio #1 Single do Ano no Japão no "K-Pop Lovers!" pela Tower Records Online.

### Promoção
Shinee performou "Replay - Kimi wa Boku no Everything" em programas de musica como "Happy Music" and "Music Japan". Em 22 de junho de 2011, eles se apresentaram no 10° MTV Video Music Awards Japan em Makuhari Messe ao lado de suas companheiras de gravadora, Girls' Generation.

#### Japan Debut Premium Reception Tour
SHINee comemorou seu debut japonês no Abbey Road Studios em Londres em 19 de junho de 2011. Eles são os primeiros artistas asiáticos a se apresentar nos estúdios. Após a sua recepção, em Londres, Shinee começou sua Japan Debut Premium Reception Tour in Japan. Eles tocaram em vários concertos ao excursionar por várias cidades em todo o Japão, incluindo Fukuoka em 22 de julho, Kobe em 23 de julho, Tóquio em 27 e 28 de julho, Sapporo em 8 de agosto e Nagoya no dia 11 de agosto de 2011.

### Vídeo musical
Em 16 de maio de 2011, a EMI Music Japan revelou um teaser para a versão japonesa de "Replay" através de seu canal oficial no YouTube. O vídeo da música foi lançado através do mesmo canal em 27 de maio de 2011. O vídeo da música apresenta também Yoona do Girls' Generation. Rino Nakasone coreografou a dança para o PV.

### Lista de faixas
| N.º            | Título                               | Letras            | Música                                                                              | Duração |  |
| 1.             | "Replay -Kimi wa Boku no Everything" | HIRO              | Jason Pennock, Tchaka Diallo, James Burney II, Ravaughn Nichelle Brown, Jack Kugell | 3:35    |  |
| 2.             | "Hello" (versão em japonês)          | Natsumi Kobayashi | Tim McEwan, Jess Cates, Lars Halvor Jensen                                          | 3:04    |  |
| 3.             | "Replay" (versão em coreano)         |                   |                                                                                     | 3:35    |  |
| 4.             | "Hello" (versão em coreano)          |                   | Tim McEwan, Jess Cates, Lars Halvor Jensen                                          | 3:04    |  |
| Duração total: | Duração total:                       | Duração total:    | Duração total:                                                                      | 13:28   |  |

| DVD (edição limitada) |                                                                  |         |  |
| N.º                   | Título                                                           | Duração |  |
| 1.                    | "Replay -Kimi wa Boku no Everything" (Music Video)               |         |  |
| 2.                    | "Replay -Kimi wa Boku no Everything" (Dance Version Music Video) |         |  |
| 3.                    | "Replay -Kimi wa Boku no Everything" (Teaser)                    |         |  |

| DVD (edição regular) |                                                                    |         |  |
| N.º                  | Título                                                             | Duração |  |
| 1.                   | "Replay -Kimi wa Boku no Everything" (Music Video)                 |         |  |
| 2.                   | "Replay -Kimi wa Boku no Everything" (Jacket Shooting Sketch)      |         |  |
| 3.                   | "Replay -Kimi wa Boku no Everything" (Music Video Shooting Sketch) |         |  |
| 4.                   | "Replay -Kimi wa Boku no Everything" (Teaser)                      |         |  |

### Desempenho nas paradas

#### Oricon Chart
| Laçamento           | Oricon Chart          | Posição | Vendas de estreia                | Total de vendas |
| ------------------- | --------------------- | ------- | -------------------------------- | --------------- |
| 29 de junho de 2011 | Daily Singles Chart   | 2       | 50,270 (Diário) 91,419 (Semanal) | 113,872+        |
| 29 de junho de 2011 | Weekly Singles Chart  | 2       | 50,270 (Diário) 91,419 (Semanal) | 113,872+        |
| 29 de junho de 2011 | Monthly Singles Chart | 9       | 50,270 (Diário) 91,419 (Semanal) | 113,872+        |
| 29 de junho de 2011 | Yearly Singles Chart  | 66      | 50,270 (Diário) 91,419 (Semanal) | 113,872+        |

## Vendas e certificações
| Tabela                               | Quantidade      |
| ------------------------------------ | --------------- |
| Oricon physical sales                | 113,872+        |
| RIAJ physical shipping certification | Ouro (100,000+) |